# Joseph E. Bastion Jr.
Joseph E. Bastion, Jr. (* 22. Mai 1910 in Washington, D.C.; † 14. April 2009 in Hilton Head Island, Beaufort County, South Carolina) war ein Generalmajor der United States Army. Er war unter anderem kommissarischer Kommandeur der 5. Armee.
In den Jahren 1929 bis 1933 durchlief Joseph Bastion die United States Military Academy in West Point. Nach seiner Graduation wurde er als Leutnant in das Offizierskorps des US-Heeres aufgenommen. In der Armee durchlief er anschließend alle Offiziersränge vom Leutnant bis zum Zwei-Sterne-General.
In seinen jüngeren Jahren absolvierte er den für Offiziere in den niederen Rangstufen üblichen Dienst in unterschiedlichen Einheiten und Standorten. Dazu gehörten auch Aufgaben als Stabsoffizier in verschiedenen Hauptquartieren.
Während des Zweiten Weltkriegs war er auf dem atlantischen Kriegsschauplatz eingesetzt. Als Stabsoffizier gehörte er einer Planungsgruppe an, die unter anderem die Landung der Alliierten in Nordafrika plante. Später gehörte er für einige Zeit dem Stab von General Dwight D. Eisenhower an, der ab 1950 das Amt des NATO-Oberbefehlshabers ausübte. In der Folge absolvierte Bastion das National War College. Im weiteren Verlauf der 1950er Jahre wurde er nach Südkorea versetzt, wo er Stabschef der 7. Infanteriedivision wurde.
Von 1958 bis 1960 war er in Deutschland stationiert. Dort gehörte er dem Stab der 4. Panzerdivision an. Danach blieb er in Deutschland. In Frankfurt am Main wurde er stellvertretender Kommandeur und Stabschef des V. Korps. In der Folge leitete er das US-Panzerausbildungszentrum (United States Training Center, Armor) in Fort Knox. Im Jahr 1966 war er zudem für kurze Zeit kommissarischer Kommandeur der 5. Armee.
Joseph Bastion verbrachte seinen Lebensabend in Hilton Head Island und später in Seabrook Island, beide in South Carolina. Er starb am 14. April 2009 im Fraser-Health-Center in Hilton Head Island.